# Route des Anses

La route des Anses est une route touristique qui fait le tour de la presqu'île du Diamant en Martinique en longeant la Côte Sud Caraïbe de l'île. Longue de 42 kilomètres, elle relie Rivière-Salée à Sainte-Luce en traversant Les Trois-Îlets, Les Anses-d'Arlet et Le Diamant.
Elle est une route départementale numérotée RD 7 dans la totalité de son parcours entre Rivière-Salée et Sainte-Luce excepté entre Les Anses-d'Arlet et Le Diamant où elle porte le numéro RD 37.
En épousant le relief des mornes, la route passe au milieu d'une végétation luxuriante, d'arbres majestueux et de points de vue sur la côte et la mer caraïbe. Elle est surnommée la Route des Anses car elle donne accès à une succession de plages : 
- L'Anse à l'Âne
- l'anse Noire
- l'anse Dufour
- la Grande Anse d'Arlet
- les Anses-d'Arlet
- la Petite-Anse
- l'anse Cafard
- la Grande Anse du Diamant
- l'anse du Céron
- l'anse des Trois Rivières
- l'anse Mabouyas
- l'anse Corps de Garde

## Lieux et monuments
- Cap 110 à l'anse Cafard (Le Diamant)